# Staelia uruguaya
Staelia uruguaya là một loài thực vật có hoa trong họ Thiến thảo. Loài này được Arechav. miêu tả khoa học đầu tiên năm 1906.